# Strada A406
La strada A406 (in inglese A406 road, nota anche come North Circular Road) è una strada di categoria A britannica. Lunga 41,36 km, la strada A406 collega Gunnersbury, nell'ovest di Londra, a Beckton, nell'est, scorrendo con un percorso semi-circolare a nord del centro di Londra.

## Storia
La strada A406 fu costruita nel periodo interbellico per collegare tra loro i quartieri periferici dell'area a nord di Londra e per permettere un attraversamento da est a ovest, senza attraversare il centro di Londra.
Dopo la seconda guerra mondiale è stata potenziata e, a un certo punto, è stata progettata per diventare un'autostrada nell'ambito del controverso (e infine cancellato) Progetto "London Ringways".
All'inizio degli anni '90 del XX secolo, la strada è stata ampliata per aggirare Ilford e Barking e incontrare la strada A13, ma senza un collegamento diretto con il traghetto a North Woolwich.

## Percorso
La strada A406 inizia a Gunnersbury, nel punto in cui convergono la strada A205 (detta South Circular Road), la strada A4 e la strada A315. Questo stesso punto rappresenta l'inizio della motorway M4 (che attraversa su un cavalcavia la rotatoria nel quale convergono le strade sopra elencate).
Nel suo primo tratto, la strada alterna tratte a carreggiata singola e altre a carreggiata doppia. Presso Ealing, la strada scavalca con un cavalcavia la ferrovia Londra-Bristol.
Giunge dunque alla rotatoria di Hanger Lane, una grande rotatoria nel quale convergono più strade, tra cui la strada A40 (che in questo punto ha la denominazione di Western Avenue), e che ospita al centro la stazione della metropolitana di Hanger Lane. Si tratta di uno degli incroci più trafficati di Londra, utilizzato da 10 000 veicoli all'ora.
A nord della rotatoria di Hanger Lane, la strada A406 diventa a carreggiata doppia, una per senso di marcia, con tre corsie ciascuna; in questa tratta, la strada attraversa le zone industriali della zona e passa sotto la ferrovia Londra-Glasgow vicino a Stonebridge Park.

Attraversata Neasden, la strada costeggia un terreno aperto che è parte della riserva di Welsh Harp.
Oltre la riserva, a breve distanza l'uno dall'altro, si trovano lo svincolo con la strada A5, l'attraversamento della ferrovia Londra-Nottigham/Sheffield, lo svincolo n° 1 della motorway M1 (svincolo noto come Staples Corner) e lo svincolo con la strada A41 (svincolo noto come Brent Cross Interchange). Questo tratto della North Circular Road è stato utilizzato per le riprese delle sequenze di inseguimento di auto nel lungometraggio Shakespeare a colazione.
A nord-est di Brent Cross, all'altezza di Henlys Corner, la North Circular Road condivide brevemente le carreggiate con la strada A1, che si unisce ad essa da nord-ovest e la lascia a sud-est per dirigersi verso il centro di Londra. Gli innesti con la strada A1, nonché l'incrocio con la Finchley Road/Regents Park Road sono incroci a raso e, di conseguenza, questa tratta rappresenta un importante collo di bottiglia sul percorso.
La strada passa a nord del cimitero di St Pancras e di Islington verso Friern Barnet e Muswell Hill.
La strada si restringe a due corsie a carreggiata unica per passare sotto la ferrovia Londra-Edinburgo.

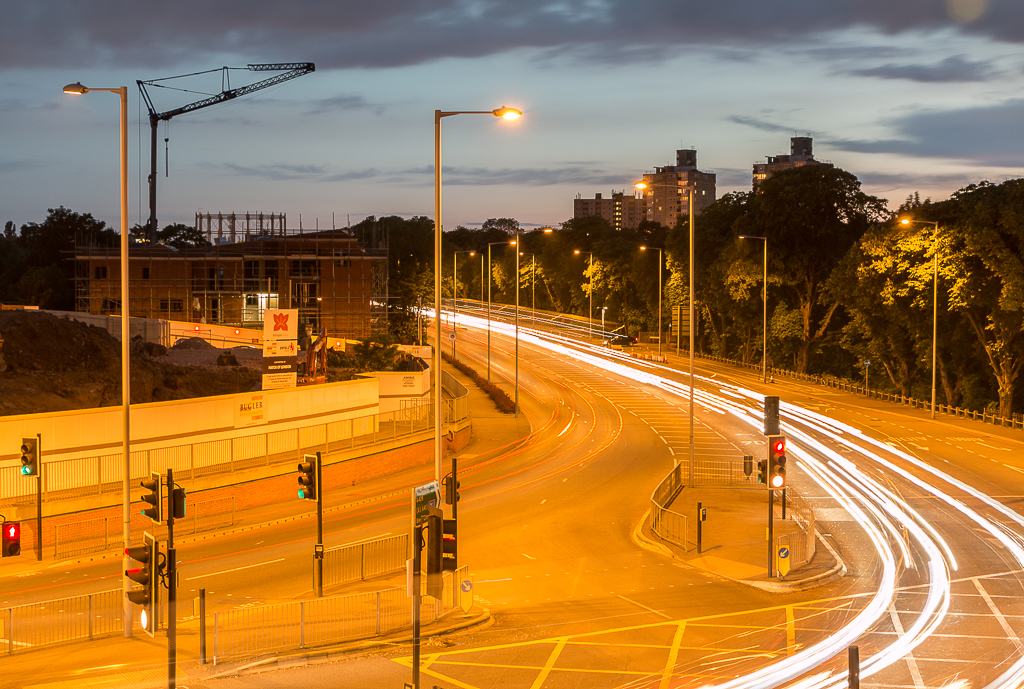
A Bounds Green, la North Circular Road si riduce a una carreggiata con una svolta di 90° in un incrocio regolato da semafori; si tratta di uno degli incroci più congestionati di Londra

Continua così in direzione nord-est fino a Bounds Green, dove la North Circular Road fa una svolta di 90° verso est presso un incrocio regolato da impianto semaforico; da qui la strada attraversa aree residenziali e commerciali densamente popolate, prima di allargarsi nuovamente presso Green Lanes.
Il punto più settentrionale della strada A406 si trova presso lo svincolo con la strada A10, svincolo noto come Great Cambridge Interchange.
La stazione ferroviaria dismessa di Angel Road si trova parzialmente sotto il cavalcavia della A406 (che in quest'area prende il nome di Angel Road). Quest'area è stata sottoposta a un intervento di rigenerazione urbana di Meridian Water, progetto del consiglio di Enfield che mira alla costruzione di 10 000 abitazioni, nei pressi del parco regionale della Valle del Lea.
Si accede quindi al viadotto Lea Valley, che consente di attraversare in sicurezza la piana alluvionale del fiume Lea. Il viadotto fa parte della costruzione originale ed è stato uno dei primi del suo genere ad essere costruito in cemento armato.
Dopo il viadotto la strada passa a nord di Walthamstow e a sud di Highams Park e Hale End.
Prosegue verso est, tagliando una sezione meridionale della Epping Forest e incontrando la Woodford New Road presso lo svincolo Waterworks Corner. Dopo South Woodford, si trova un grande svincolo, chiamato Charlie Brown's, nel quale la A406 incrocia la motorway M11, la strada A113 e la strada A1400.

La tratta tra South Woodford e Barking è stata inaugurata nel 1987. In precedenza, la strada A406 continuava lungo l'attuale A1400 (che assumono qui la denominazione Southend Road e Woodford Avenue) fino a Gants Hill.
L'attuale percorso della North Circular Road, invece, svolta verso sud presso lo svincolo Charlie Brown's ed è in questa tratta completamente segregato (a carattere di superstrada); questa tratta incrocia la strada A12 presso Redbridge, la A118 (la storica strada romana da Londra a Colchester) presso il confine tra Ilford e Little Ilford, la A124 presso tra East Ham e Barking, e termina alla rotatoria con la strada A13 e la strada A1020 a Beckton.

## Gestione
In seguito al decreto ministeriale n°1117 del 2000, la gestione è passata all'Autorità della Grande Londra, tramite Transport for London.